# 宮久保
宮久保（みやくぼ/Miyakubo）は、千葉県市川市にある地名。現行行政地名は宮久保一丁目から宮久保六丁目。郵便番号は272-0822。

## 地理
市川市北部に位置する。地域内は住宅街となっており、昭和学院（幼稚園）が置かれる。
隣接する菅野、東菅野、八幡と共に文学者や小説家、作家に縁のある地で、作家中津攸子が居住する。
三丁目に市川宮久保郵便局、東京ベイ信用金庫宮久保支店、五丁目に宮久保小学校がある。
東・南は東菅野、西は須和田・東国分、北は下貝塚・曽谷と接している。

### 地価
住宅地の地価は、2014年（平成26年）1月1日の公示地価によれば、宮久保1-19-14の地点で15万7000円/m2となっている。

## 歴史

### 沿革
- 1869年（明治2年） - 葛飾県葛飾郡宮久保村となる。
- 1871年（明治4年） - 廃藩置県、県の統合により印旛県葛飾郡宮久保村となる。
- 1873年（明治6年） - 県の統合及び、郡の分割により千葉県東葛飾郡宮久保村となる。
- 1889年（明治22年） - 東葛飾郡八幡町、菅野村と合併し、東葛飾郡八幡町大字宮久保となる。
- 1934年（昭和9年）11月3日 - 市川町、中山町、国分村と合併、市制施行。市川市大字宮久保となる。
- 1951年（昭和26年）12月1日 - 市内の大字を町に変更。それに伴い、市川市宮久保町となる。
- 1967年（昭和42年）2月1日 - 住居表示施行。市川市宮久保一丁目 - 六丁目となる。

### 地名の由来
元々は｢宮窪｣であり、すなわち宮のある窪地を意味した。窪の字が変化し｢宮久保｣となったもの。

## 世帯数と人口
2017年（平成29年）9月30日現在の世帯数と人口は以下の通りである。
| 丁目         | 世帯数    | 人口     |
| ------------ | --------- | -------- |
| 宮久保一丁目 | 1,440世帯 | 3,138人  |
| 宮久保二丁目 | 680世帯   | 1,478人  |
| 宮久保三丁目 | 1,450世帯 | 3,263人  |
| 宮久保四丁目 | 540世帯   | 1,276人  |
| 宮久保五丁目 | 764世帯   | 1,880人  |
| 宮久保六丁目 | 623世帯   | 1,555人  |
| 計           | 5,497世帯 | 12,590人 |

## 小・中学校の学区
市立小・中学校に通う場合、学区は以下の通りとなる。
| 丁目         | 番地              | 小学校               | 中学校               |
| ------------ | ----------------- | -------------------- | -------------------- |
| 宮久保一丁目 | 全域              | 市川市立百合台小学校 | 市川市立第三中学校   |
| 宮久保二丁目 | 全域              | 市川市立百合台小学校 | 市川市立第三中学校   |
| 宮久保三丁目 | 1～14番 28～38番  | 市川市立宮久保小学校 | 市川市立第三中学校   |
| 宮久保三丁目 | 15～27番 39～41番 | 市川市立宮久保小学校 | 市川市立下貝塚中学校 |
| 宮久保四丁目 | 全域              | 市川市立宮久保小学校 | 市川市立第三中学校   |
| 宮久保五丁目 | 全域              | 市川市立宮久保小学校 | 市川市立下貝塚中学校 |
| 宮久保六丁目 | 全域              | 市川市立宮久保小学校 | 市川市立下貝塚中学校 |

## 施設
- 市川市立宮久保保育園
- 昭和学院幼稚園
- 宮久保幼稚園
- 市川市立宮久保小学校
- 市川宮久保郵便局
- 東京ベイ信用金庫宮久保支店
- 白幡神社
- 頂円寺
- 高円寺
- 所願寺